# Kloster Schoo
Kloster Schoo ist ein Ortsteil der Gemeinde Moorweg in der Samtgemeinde Esens im Landkreis Wittmund.
Der Name ist zurückzuführen auf das Prämonstratenserkloster Sconamora, das im 13. Jahrhundert vom Kloster Bloemhof in Wittewierum östlich von Groningen gegründet wurde. Das Kloster lag an der Stelle, wo heute die Domäne Schoo liegt. Die Anlage war um 1420 von Mönchen verlassen und wurde vom Prior des Klosters Marienkamp bei Esens, Arnold von Creveld, nach 1424 aufgekauft und in ein landwirtschaftliches Vorwerk umgewandelt. Durch die Säkularisation im 16. Jahrhundert gelangte es in den Besitz des ostfriesischen Grafen und wurde in eine Domäne umgewandelt, die erst am Anfang des 20. Jahrhunderts privatisiert wurde. Im Wald östlich und nordöstlich der Domäne sind noch die Spuren von zwei Fischteichen wahrnehmbar. Die „dicke Eiche“ etwas östlich davon ist der Rest eines Hudewaldes, der zur Domäne gehörte.
Auf der Ostfrieslandkarte von David Fabricius aus dem Jahr 1589 wird Kloster Schoo gezeigt, auf der Piscatorkarte von 1642 wird es „Sco“ genannt, eine unmittelbare Kürzung von Sconamora.